# Instituto de Estadística de la Universidad de París VI
El ISUP es una escuela de estadística basada en París, que en este momento funciona en dos emplazamientos, uno en las proximidades de la plaza Italia, y otro frente a la plaza Jussieu.
Esta institución propone especializaciones en Actuaría (Finanzas y Seguros), Bioestadística, Industria, y Servicios.

## Historia

### Origen
El ISUP es la más antigua institución de estadística en Francia, ya que fue fundada en 1922 por el matemático Émile Borel, 20 años antes de que se concretara la ENSAE (École nationale de la statistique et de l'administration économique), y 72 años antes que la ENSAI (École Nationale de la Statistique et de l'Analyse de l'Information).
El ISUP fue una Escuela Aplicativa de Postgrado más de la École Polytechnique ParisTech.

### Personalidades históricas del ISUP

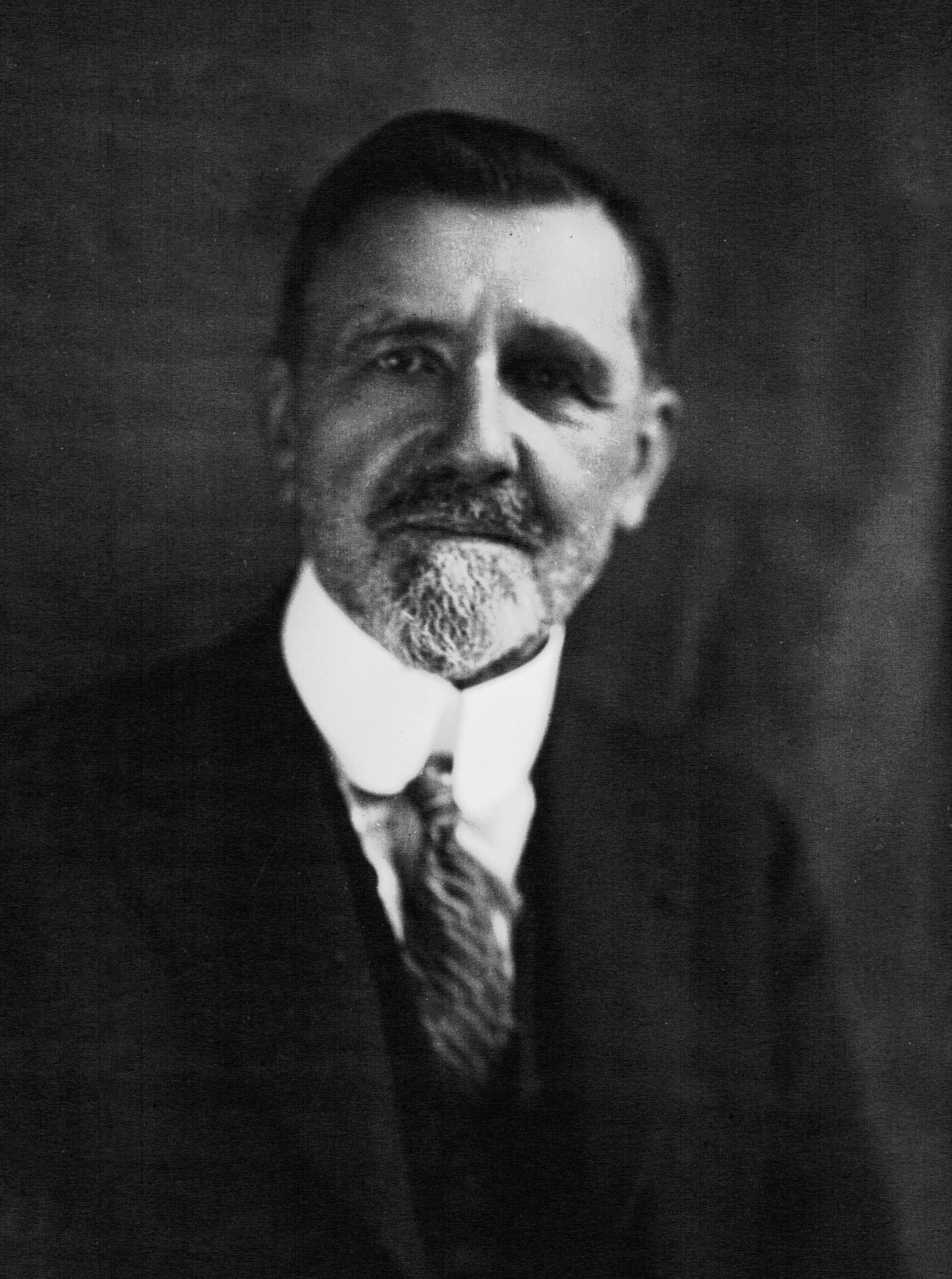
Félix Édouard Justin Émile Borel.

- Émile Borel, académico, fundador y primer director de la institución.
- Georges Darmois, académico, exdirector de la institución.
- Daniel Dugué, matemático, exdirector de la institución, autor de la Encyclopædia Universalis (Tema: Cálculo de probabilidades).
- Jean-Paul Benzécri, investigador, y profesor en el ISUP en la especialidad "Análisis de datos" ("Analyse des données").
- Gérard Calot, diplomado con formación politécnica y luego alumno del ISUP; fue director del INED (Institut National d'Études Démographiques).
- Maurice Allais, Premio en Ciencias Económicas en memoria de Alfred Nobel 1988, fue profesor de economía en el ISUP durante 21 años.
- Albert Jacquard, científico y ensayista francés, diplomado politécnico, y luego alumno en el ISUP.
- Nicholas Georgescu-Roegen, matemático y economista rumano, y luego diplomado en el ISUP.
- Paul Deheuvels, académico, actualmente profesor del ISUP.
- Éric Le Boucher, director de la revista económica Enjeux-Les Echos.
- Gilbert Saporta, profesor del Conservatoire National des Arts et Métiers, expresidente de la Association des Anciens Élèves de l'ISUP.
- Daniel Schwartz, diplomado politécnico, profesor honorario en la Universidad Paris XI, fundador del CESAM (Centre d'Enseignement de la Statistique Appliquée à la Médecine et à la biologie médicale), además investigador en el INSERM (Institut National de la Santé et de la Recherche Médicale) y « padre » de la Escuela Francesa de Bioestadística, fue también profesor en el ISUP.

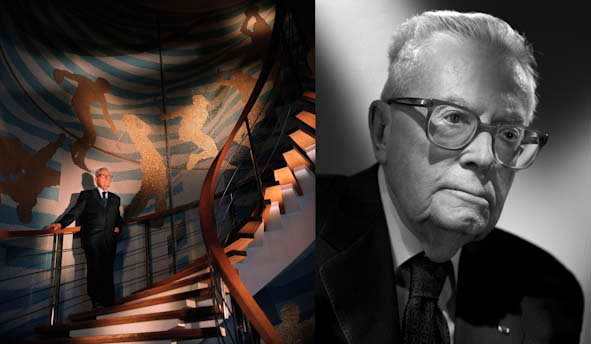
Maurice Allais.

- Dominique Strauss-Kahn, exalumno del ISUP.
- Frédéric Poulon, macro-economista de la École du Circuit, doctor en ciencias económicas, diplomado en letras clásicas, y también exalumno del ISUP.

### El ISUP hoy día
El actual director de la escuela es Michel Delecroix. En cuanto al cuerpo docente, tradicionalmente compartido con la Universidad Pierre y Marie Curie, y en ciertos casos con el Escuela Superior de las Ciencias Económicas y Comerciales (ESSEC) y con la Universidad Paris-Dauphine, hay que reconocer que muchos de ellos poseen una reputación mundial, en cuanto a docencia e investigación. Entre otros, podemos particularmente citar a Jean Jacod (premio científico franco-alemán 2008), Paul Deheuvels (miembro de la Academia de las Ciencias de Francia), Gérard Biau (premio del joven estadístico 2003 de la Sociedad Francesa de Estadística (Société française de statistique).
En su sitio de Internet, la administración anuncia haber recibido 1064 ofrecimientos de empleo para estudiantes durante el año 2007, o sea más de 20 ofertas por estudiante en promedio. Ello justifica que el periódico le Figaro del 8 de junio de 2005, haya catalogado a la escuela como « filial anti-desocupación » (« filière anti-chômage »), y que la revista Challenges nº 125 del 22-28 de mayo de 2008, la cita en su dossier « Trabajos de oro: 50 ocupaciones profesionales para ganar hasta un millón de euros » (« Les jobs en or: 50 métiers pour gagner jusqu'à 1 million d'euros »), refiriéndose a la filial Actuariat (seguros, finanzas, microeconomía, econometría).

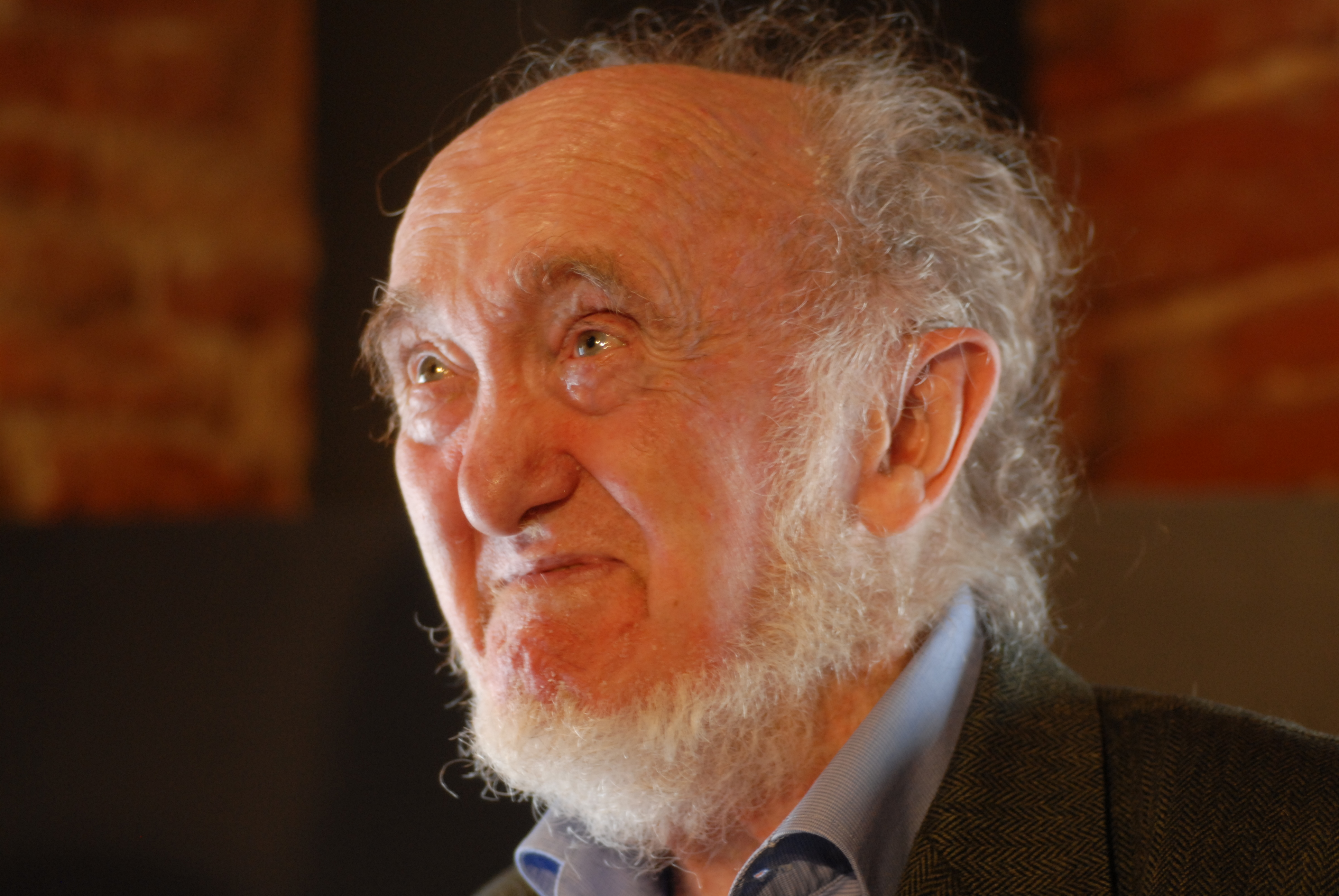
Albert Jacquard.